# محمد رضا بهلوي
محمد رضا بهلوي (بالفارسية: محمد رضا پهلوی) (26 أكتوبر 1919 – 27 يوليو 1980)، وُلد في مدينة طهران الإيرانية، وهو الابن الأكبر لرضا بهلوي الذي حكم إيران في الفترة ما بين (1925-1941)، وقد نودي به وريثاً للعرش عام 1926. وكان آخر شاه (ملك) يحكم إيران قبل قيام الثورة الإسلامية عام 1979، واستمر حكمه من 1941 إلى 1979 وكان يلقب بـ (شاهنشاه) أي ملك الملوك. لكن في أهل إيران وبلدان العالم كانوا يلقبونه بالشاه.

## نشأته
تلقى تعليمه في المدرسة الداخلية السويسرية لا روسي، ثم أكمل تعليمه في إيران في الكلية الحربية عام 1935.

## بداية الحكم
خلف محمد رضا أباه شاها لإيران بعد أن أطاحت قوى التحالف برضا بهلوي خوفاً من جنوحه ناحية أدولف هتلر في الحرب العالمية الثانية وتزويده بالنفط. فدبرت دول التحالف خطة عسكرية للإطاحة برضا بهلوي تمثلت في الغزو الإنجليزي السوفيتي لإيران وذلك لرفضه تشغيل خطوط السكك الحديدية لخدمة قوات الحلفاء. ومن خلاها تم عزل الملك الأب وتنصيب ولده محمد رضا بهلوي بدلاُ منه ومن ثم نفي رضا شاه إلى جنوب أفريقيا.
عانت إيران من اضطرابات سياسية بعد الحرب العالمية الثانية، أدت برئيس الوزراء الإيراني محمد مصدّق إلى إرغام الشاه محمد رضا بهلوي على مغادرة إيران، حيث احتدم الصراع بين الشاه ومصدق بداية شهر أغسطس 1953، فتدهور الوضع السياسي تدهورا لم يعرف من قبل، فالتجأ الشاه إلى بغداد يوم 16 آب/أغسطس 1953 بصحبته زوجته الملكة ثريا ومرافقه الخاص بطائرته الخاصة، واستقبل بحفاوة بالرغم من استنكار حكومة مصدق، وبعد أداء مراسيم الزيارة في الكاظمية وكربلاء والنجف غادر متوجها إلى إيطاليا وقبل أن يغادر وقع قرارين: الأول يعزل مصدق والثاني يعين الجنرال فضل الله زاهدي محله. لكنه عاد إلى إيران بانقلاب مضاد لانقلاب رئيس الوزراء بمساعدة المخابرات الأمريكية والبريطانية وأقال مصدّق من منصبه واستعاد عرش إيران وكان ذلك عام 1953[بحاجة لمصدر].

## الإنجازات
عمل الشاه على تغييرات سياسية من أهمها إلغاء الأحزاب السياسية مع الإبقاء على الحزب الحاكم، وأعاد إلى الحياة مهمة الشرطة السرية «سافاك» التي اتهمت بمسؤوليتها عن أعمال منافية لحقوق الإنسان ضد الشعب الإيراني. كما أنه قد عمل على تقطيع الأراضي الزراعية الكبيرة واستحداث أراضي صغيرة كي يستفيد 4 ملايين فلاح إيراني من تلك الأراضي، والسماح للمرأة بالتصويت. أثمرت الإصلاحات الزراعية بشكل إيجابي على الاقتصاد الإيراني وكانت فترة ستينات وسبعينيات القرن العشرين فترة انتعاش اقتصادي إيراني لم يسبق له مثيل.

## النقد
بالرغم من الانتعاش الاقتصادي، إلا أن التغييرات السياسية التي مست الأحزاب الإيرانية وتفعيل دور السافاك ولدت للشاه أعداء كثيرين.

## زوجاته وأبناؤه

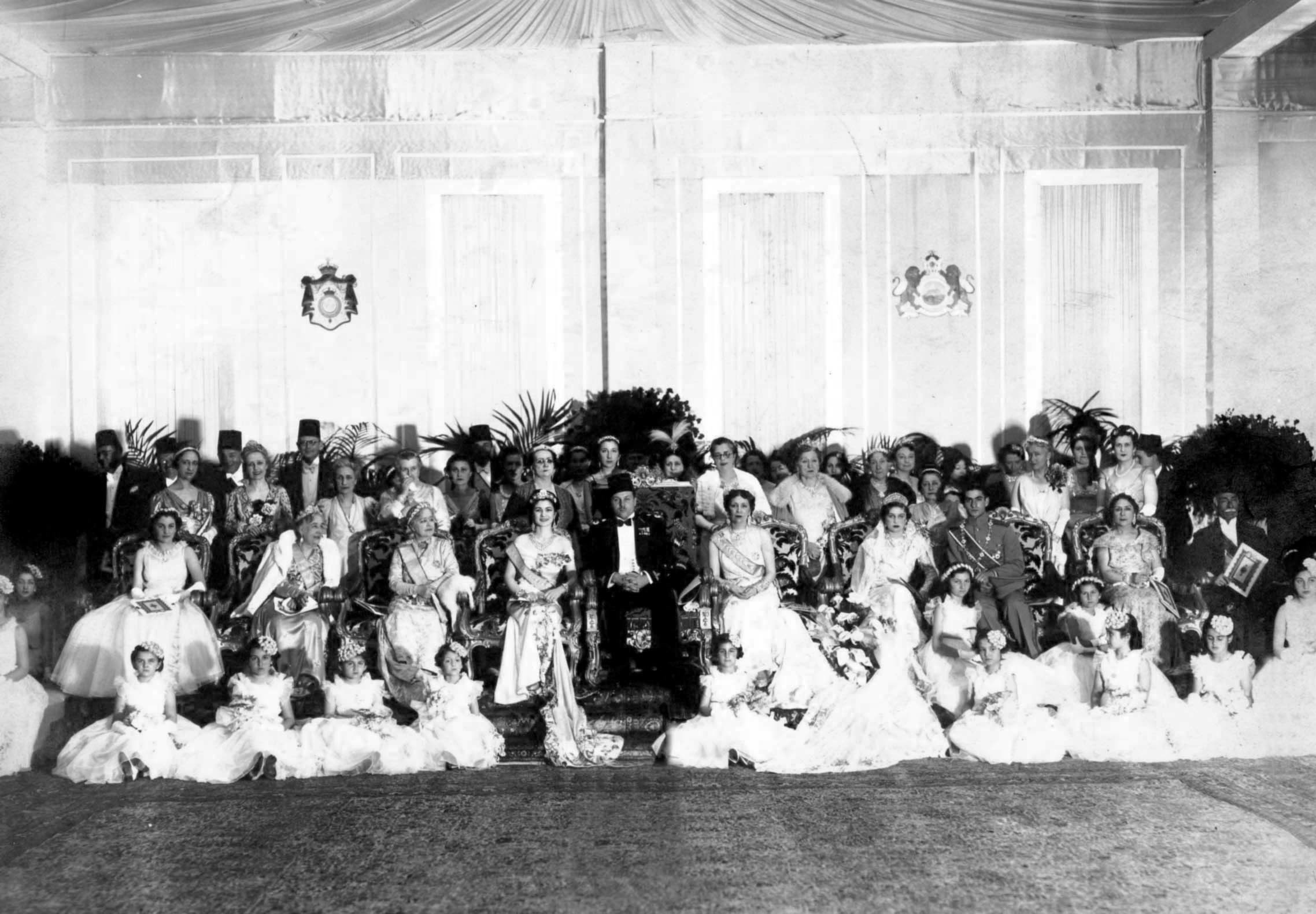
صورة جماعية للزواج الملكي بين الأسرتين العلوية والبهلوية عام 1939م

تزوج محمد رضا بهلوي ثلاث مرات:

### الأميرة فوزية
أولى زوجات الشاه محمد رضا بهلوي هي الأميرة فوزية ابنة ملك مصر فؤاد الأول وشقيقة الملك فاروق الأول. وقد تزوج بها بالقاهرة في 16 مارس 1939 حيث تم الزفاف في القاهرة. ثم بعد سفرها إلى إيران تم الاحتفال بالزفاف مرة أخرى في طهران، وبعد عامين من زواجها تقلد زوجها محمد رضا مقاليد الحكم بعد الغزو الروسي البريطانى لإيران والذي أجبر أباه على التنازل عن العرش ومغادرة إيران منفيا إلى جنوب أفريقيا.
وانجبا طفلة واحدة وهي الأميرة شاهيناز بهلوي. (ولدت في 27 أكتوبر 1940).
وتم الطلاق بينهما في عام 1945 في القاهرة وبعدها تم الطلاق في إيران في عام 1948، حيث وقعت أزمة بين مصر وإيران بسبب هذا الطلاق بعد إصرار شقيقها الملك فاروق على الطلاق ورفضه عودتها إلى إيران.

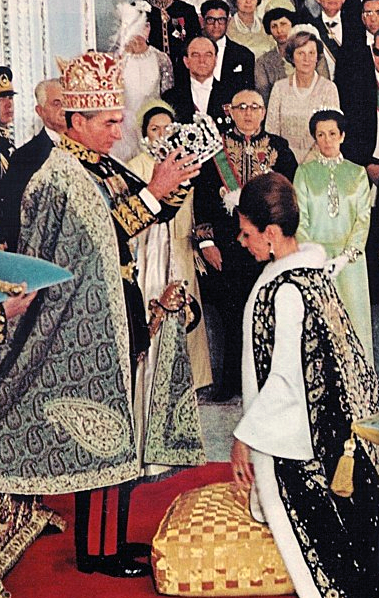
محمد رضا بهلوي أثناء مراسم تتويج الشهبانو فرح ديبا عام 1967م

### ثريا اسفندياري
ثاني زوجات محمد رضا بهلوي هي ثريا اسفندياري تزوجها في 12 فبراير 1951 وهي ابنة السفير الإيراني في ألمانيا الغربية إلا أنه طلقها في 4 مارس 1958 بعد أن تبين عدم قدرتها على الإنجاب، وقبل الطلاق أرسل إليها من يقنعها ليتزوج بأخرى وأن تبقى على ذمته ولكنها رفضت.

### فرح ديبا (الشاهبانوا)
ثالث زوجات محمد رضا بهلوي والأخيرة كانت في 21 ديسمبر 1959 حينما تزوج فرح ديبا ابنة ضابط في الحرس الإمبراطوري الإيراني وطالبة الهندسة المعمارية في باريس حيث التقت الشاه في حفل أقامته السفارة الإيرانية بباريس. ولها منه أربعة أبناء:
- ولي العهد رضا بهلوي الثاني (مولود 31 أكتوبر 1960)
- الأميرة فرحناز بهلوي (مولود 12 مارس 1963)
- الأمير علي رضا بهلوي (مولود 28 أبريل 1966 - 4 يناير 2011) مات منتحرا
- الأميرة ليلى بهلوي (27 مارس 1970 - 10 يونيو 2001) ماتت منتحرة
- في 1967 قام الشاه محمد رضا بهلوي بتتويج زوجته الثالثة فرح ديبا في احتفال كبير ومنحها لقب (الشاهبانو) وبذلك تكون أول زوجة لإمبراطور فارسي تتوج هذا اللقب منذ الإمبراطورية الفارسية.

## تعرضه لمحاولة أغتيال
في 4 فبراير 1949 عند زيارة الشاه لجامعة طهران تعرض لإطلاق نار من مسافة قصيرة اخترقت إحداها خد الشاه ومزقته ونجا من محاولة لاغتياله، وتم قتل الجاني بإطلاق الرصاص عليه من قبل أحد الضباط المرافقين للشاه، ليتبين من التحقيقات أنه كان أحد أعضاء حزب توده الشيوعي المحظور والموالي للاتحاد السوفياتي.

## حلف بغداد
هو حلف تشكل خلال حقبة الحرب الباردة، حيث تم إنشاؤه عام 1956 للوقوف بوجه المد الشيوعي في الشرق الأوسط، وكان يتكون إلى جانب المملكة المتحدة من إيران والعراق وتركيا وباكستان. تم حل الحلف بعد قيام الثورة الإسلامية في إيران عام 1979.

## احتفاله بمرور 2500 عام لإنشاء مملكة فارس
قام في 1971م باحتفال أسطوري ضخم بمناسبة مرور 2500 عام على تأسيس الإمبراطورية الفارسية القديمة على يد سايروس (كورش) خلال الفترة من 12 أكتوبر إلى 16 أكتوبر 1971م دعا فيه رؤساء وملوك العالم والأمراء لزيارة مدينة برسبولس الإيرانية التي أقيم فيها عرض عسكري ضخم شارك فيه اللآلاف مرتدين زي الجيش الأخمينية، وادعت المعارضة ان الحكومة صرفت على ذلك الاحتفال مبالغ ضخمة قدرت بمئات الملايين من الدولارات بهدف تشويه صورة الحكومة. والحقيقة أن كلفة الاحتفالات كانت مائة وخمسين مليون تومان أو ما يعادل خمسة وعشرين مليون دولار أمريكي حسب الوثائق الرسمية الإيرانية.

## مرضه
في نهاية عام 1973 وبينما كان الشاه في جزيرة كيش٬ لاحظ وجود تجويف في أدنى الجزء الايسر من القفص الصدري واعتقد انه تضخم في الطحال٬ ولدى فحصه بعد ذلك تبين وجود تضخم في الطحال، ولكن ليس هناك تضخم في الغدد. وكان الشاه آنذاك في الرابعة والخمسين من عمره. ولكن فيما بعد تبين أن الشاه مصاب بسرطان الغدد اللمفاوية. التي أدت إلى وفاته لاحقاً.

## إتفاقية الجزائر
في 6 مارس 1975 قام بالتوقيع مع صدام حسين الذي كان نائباً لرئيس الجمهورية العراقية على إتفاقية الجزائر بين إيران والعراق بوساطة من الرئيس الجزائري هواري بومدين.

## الثورة
في 16 يناير 1979، قرر الشاه مغادرة إيران للمرة الثانية ورفض حفظ ملكه حقنًا للدماء واحتراما لارادة الشعب الإيراني، إثر اضطرابات شعبية هائلة ومظاهرات عارمة نظمتهما منظمات يسارية ورجال الدين الشيعة في العاصمة طهران مستغلين سياسة الحكومة الجديدة في حرية التعبير ضد الحكومة والسماح بحرية التعبير السياسي بلا قيود. قرر الشاه الذهاب إلى أسوان للاستراحة حسب إعلامه للصحفيين في مطار طهران وقبل الصعود للطائرة في 16 يناير 1979 واستضافه الرئيس أنور السادات الذي كان على علاقة جيده مع الشاه منذ نهاية الستينات، وفي مصر، حرص محمد أنور السادات على ان يقدم لضيفه مراسم استقبال تليق برؤساء الدول، مع السجادة الحمراء عند باب الطائرة واستعراض حرس الشرف. نزل الشاه وزوجته في فندق أوبروي المبنى على جزيرة وسط النيل بأسوان. وبعد ذلك قرر الشاه المغادرة إلى الرباط في المغرب بدعوة من الملك الحسن الثاني ولكن اضطر الشاه أن يغادر المغرب أيضا لانه أراد ألا يسبب المتاعب لملك المغرب مع النظام الإيراني الجديد، طلب من طاقم طائرته الملكية العودة بالطائرة إلى إيران على أن الطائرة ملك للشعب الإيراني وغادر المغرب على طائرة الملك الحسن الثاني الخاصة إلى جزر البهاما ثم إلى المكسيك التي أقام فيها عدة أيام، ونظراً لحالته الصحية الحرجة طلب من الولايات المتحدة السماح له بالعلاج لديها ووافقت واشنطن بعد أن تبيّن أن حالته الصحية حرجة للغاية، قضى الشاه بعض الوقت في قاعدة حربية أمريكية في تكساس، ولكن الشاه اضطر مجبراً على مغادرة الولايات المتحدة بعد احتلال الثوار الإيرانيين السفارة الأمريكية في طهران في 4 نوفمبر 1979م مطالبين بتسليمه مقابل الإفراج عن الرهائن الأمريكيين. ما جعل الولايات المتحدة في وضع حرج مع الشاه وتطلب منه سرعة مغادرة أراضيها خوفا على رعاياها. وعندما أراد أن يعود إلى المكسيك من حيث أتي، وجد أن كل الأبواب مغلقة أمامه، وبعدها توجه إلى بنما التي لم يستطع الإقامة فيها مدة طويلة إلى أن أرسل السادات طائرة خاصة للعودة به إلى مصر وتم تخصيص قصر القبة مقراً لإقامته.

## أزمة الرهائن
في 19 أكتوبر 1979م وافقت الإدارة الأميركية للشاه بدخول الولايات المتحدة بعد التأكد من أنه وضعه الصحي حرج للغاية وأنه يحتاج للرعاية الطبية الملائمة التي لا يمكن تقديمها في المكسيك. وكانت الإدارة الأمريكية متخوفة من ردة فعل عكسية إثر استضافتها للشاه وهو ما حدث بالفعل.
في 4 نوفمبر 1979م قام طلاب من الثوار الإيرانيين بمهاجمة السفارة الأمريكية في طهران واحتجزوا 52 أميركياً من سكان السفارة كرهائن مطالبين الولايات المتحدة بتسليم الشاه لمحاكمته والذي أوى إليها للعلاج أواخر شهر أكتوبر 1979م. ما دفع الولايات المتحدة إلى الطلب من الشاه مغادرة البلاد فوراً. وكان كل شيء حول الشاه يدعوه إلى أن يترك الولايات المتحدة، لإنه يسبب حرجاً بالغاً لهم. ظلت الأزمة قائمة حتى بعد وفاة الشاه، إلى أن أفرج عن الرهائن الأميركيين في 20 يناير 1981 بعد اتفاق بين واشنطن وطهران بوساطة جزائرية بعد 444 يوماً من الاحتجاز.

## وفاته
توفي في القاهرة في 27 يوليو 1980 بمستشفى القوات المسلحة بالمعادي بعد صراع مع مرض سرطان الغدد الليمفاوية عن عمر ناهز 61 عاما. وقد أقام له الرئيس المصري الراحل السادات جنازة عسكرية مهيبة من قصر عابدين وعزفوا السلام الإمبراطوري الإيراني، وحمل النعش ملفوف بعلم إيران فوق عربة مدفع يجرها ثمانية من الخيول العربية وشارك فيها ولي عهده رضا بهلوي الثاني والرئيس الأمريكي الأسبق ريتشارد نيكسون وملك اليونان السابق قسطنطين الثاني وسفراء عدة دول ودفن في المقابر الملكية بمسجد الرفاعي بنفس الغرفة التي كان مدفوناً بها والده رضا بهلوي عام 1944 قبل نقله إلى طهران بعد طلاق الشاه من فوزية بنت فؤاد الأول. وتقوم الشهبانوا فرح ديبا بزيارة قبره باستمرار برفقة جيهان السادات زوجة الرئيس الراحل محمد أنور السادات.[بحاجة لمصدر]

## معرض الصور

علم إيران
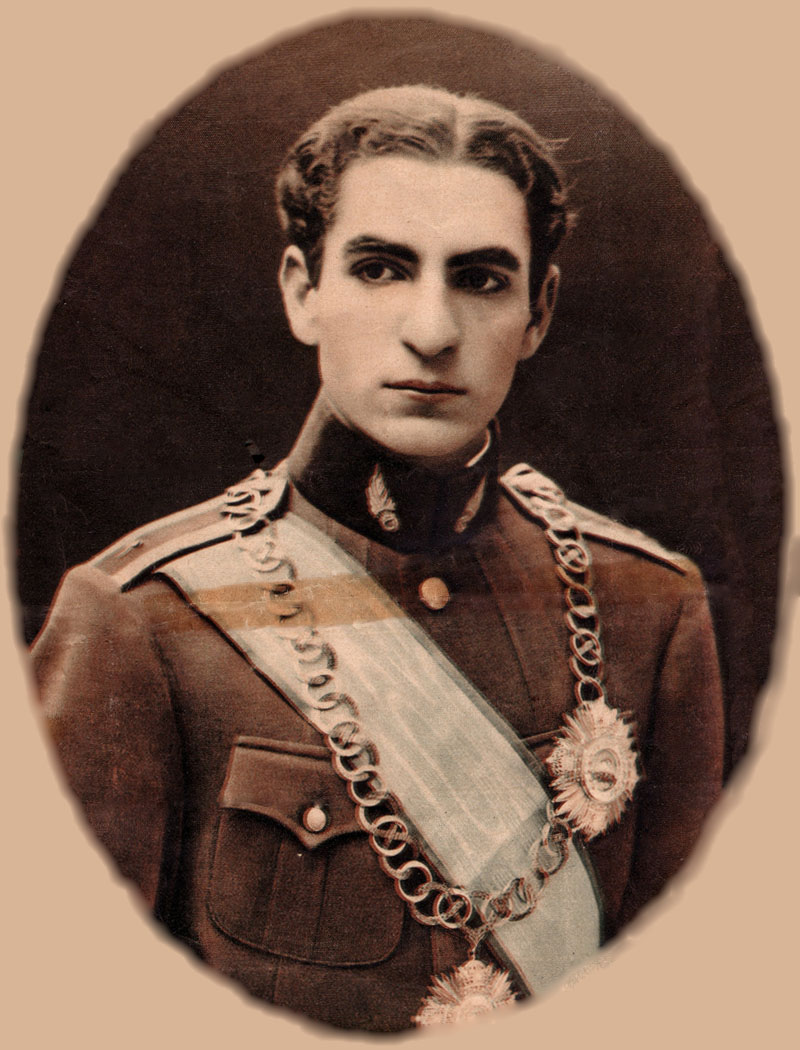
محمد رضا بهلوي عام 1939م
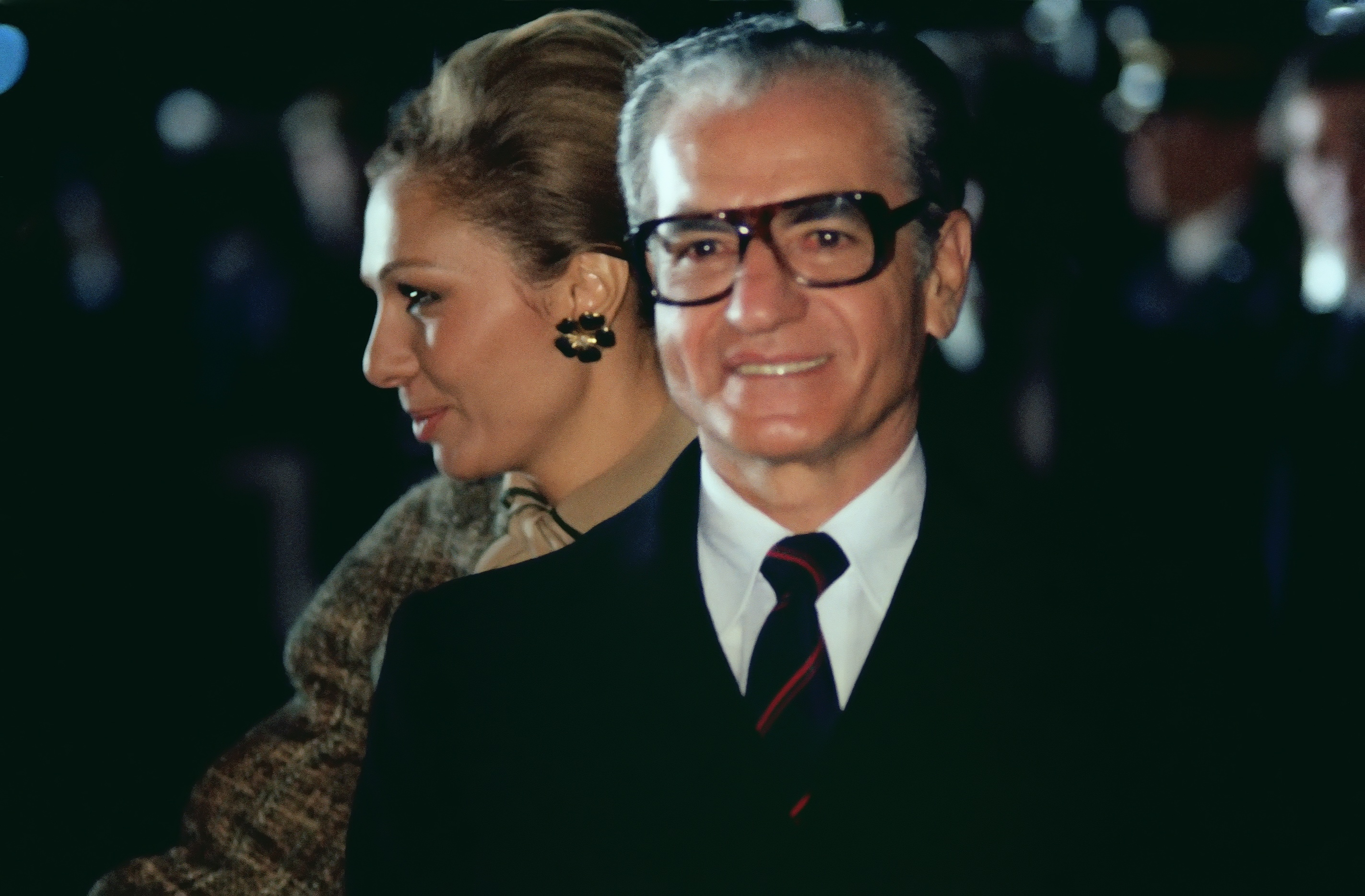
الشاه مع الشاهبانو سنة 1977 في الولايات المتحدة
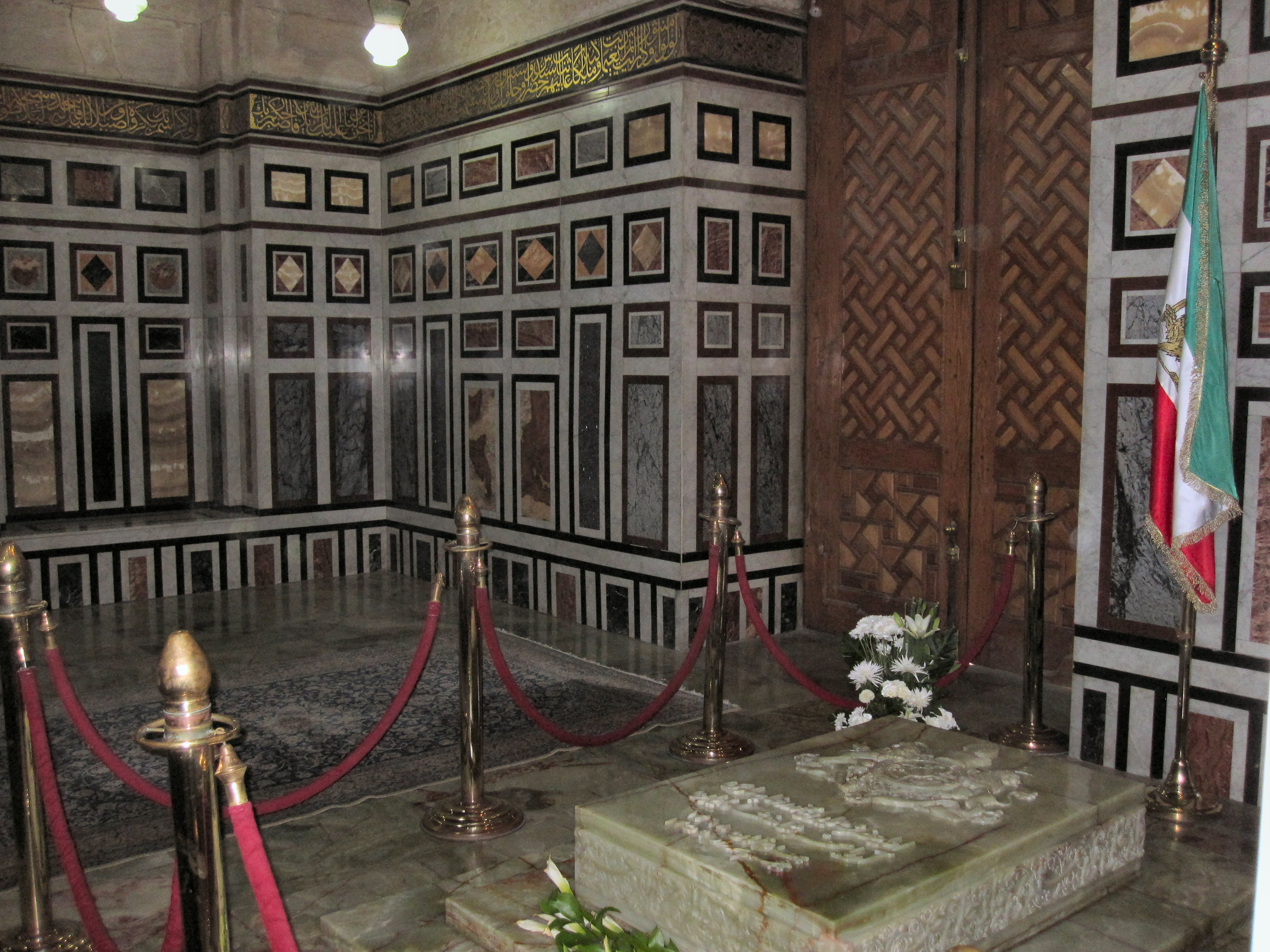
غرفة قبر محمد رضا بهلوي
قبر شاه إيران محمد رضا بهلوي بمسجد الرفاعي بمصر القديمة
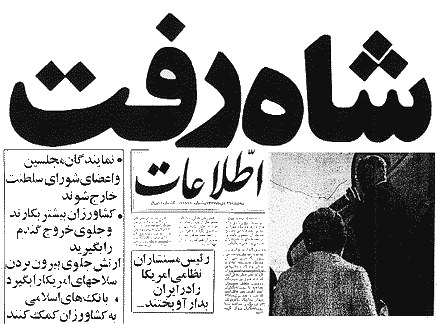
خبر مغادرة الشاه عام 1979 على إحدى الصحف الإيرانية.
الشاه وفرح ديبا مع الملك حسين والرئيس الأمريكي جيمي كارتر.
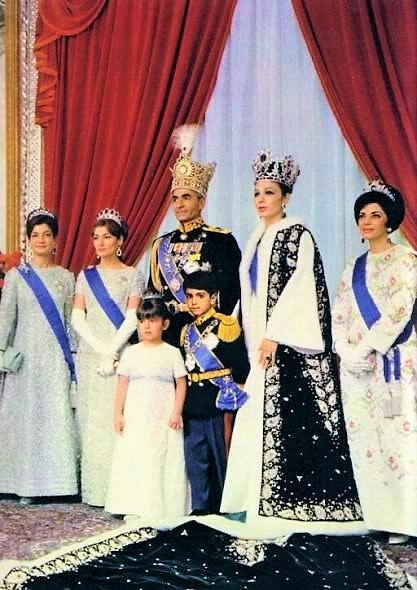
الشاه وفرح ديبا بعد الاحتفال بتتويج فرح ديبا إمبراطورة إيران ( شاهبانو )
محمد رضا بهلوي مع صدام حسين خلال التوقيع على اتفاقية الجزائر 1975.
محمد رضا بهلوي مع زوجته الثانية ثريا اسفندياري
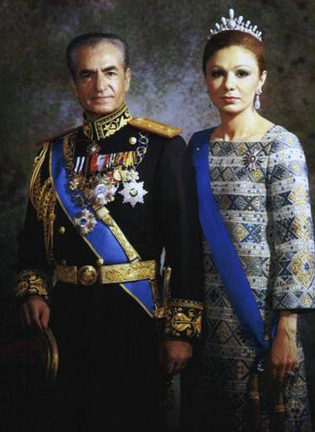
محمد رضا بهلوي مع زوجته الثالثة والأخيرة الشاهبانو فرح ديبا
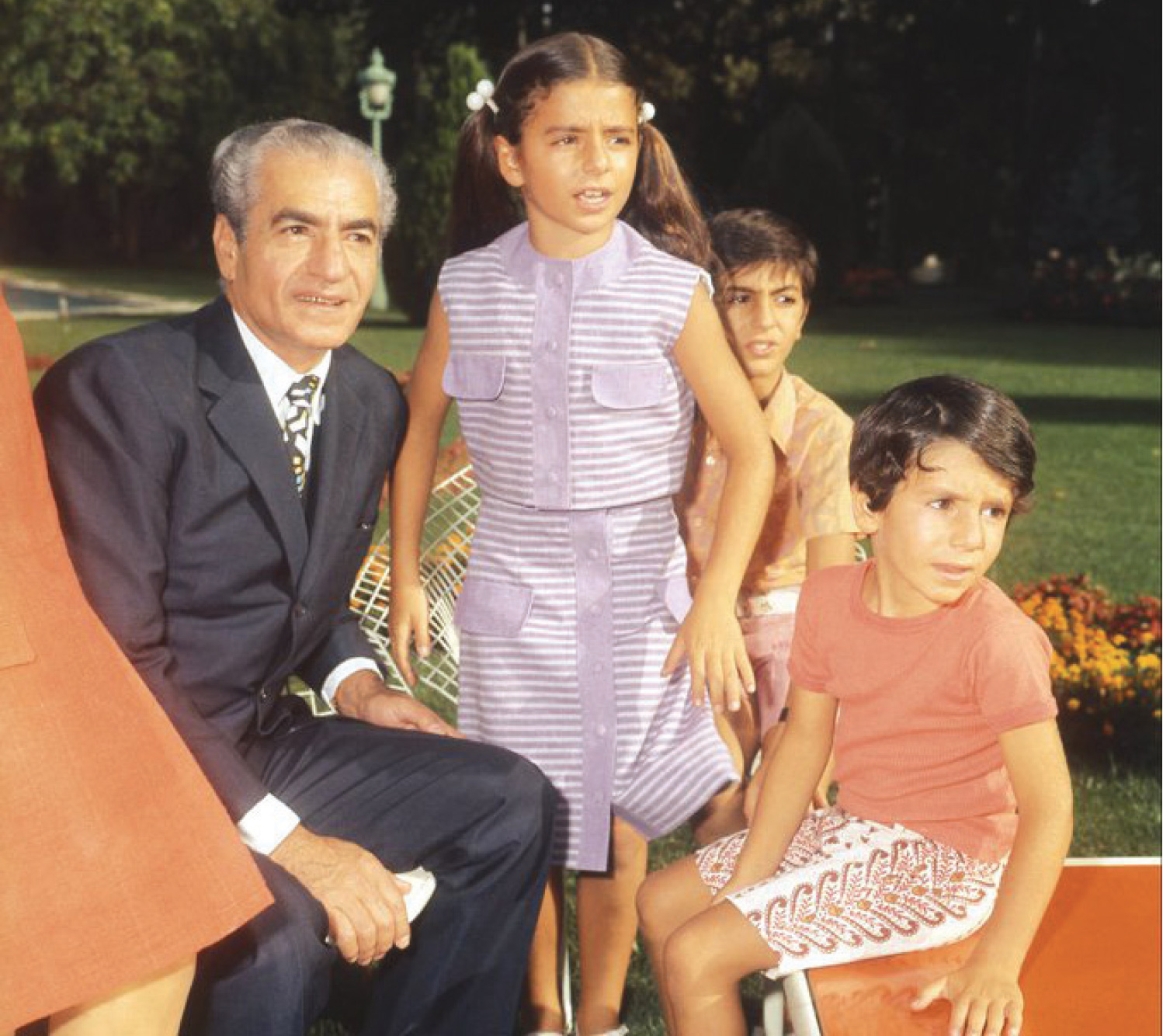
محمد رضا بهلوي مع أبناؤه رضا وفرحناز وعلي رضا
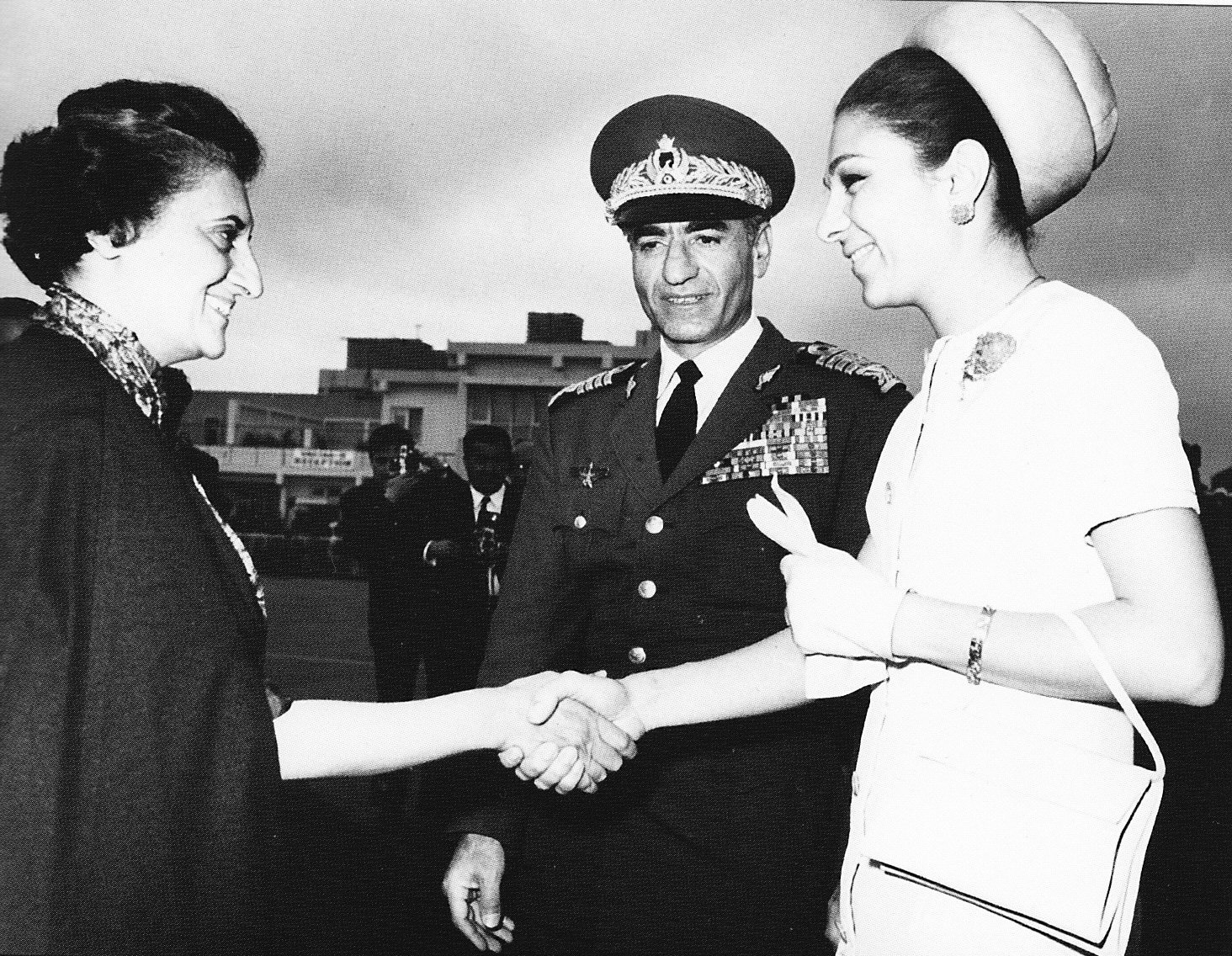
محمد رضا بهلوي وزوجته فرح ديبا يستقبلان إنديرا غاندي عام 1970م
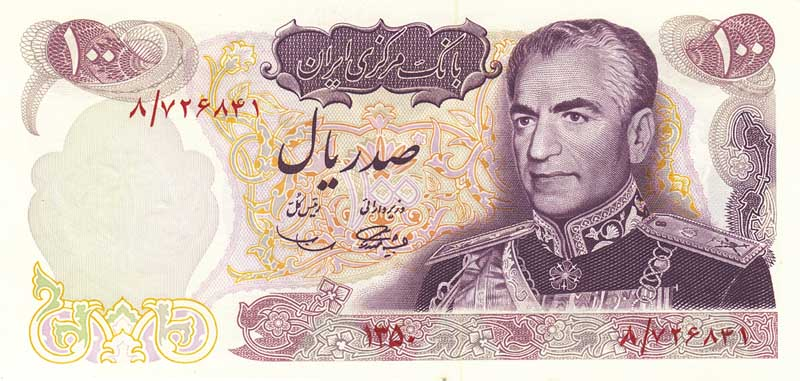
100 ريال إيراني في عهد محمد رضا بهلوي و قد طبعت عليها صورته
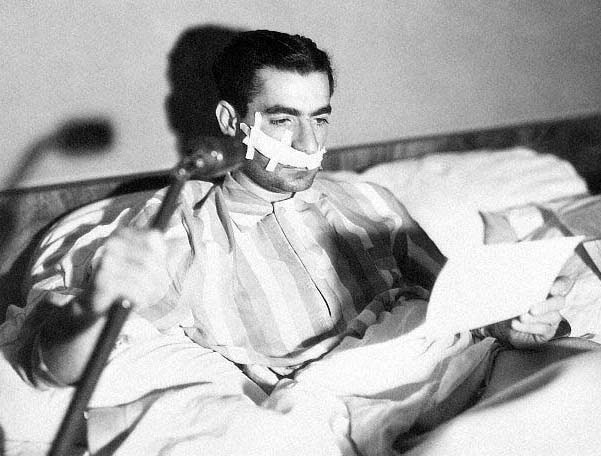
محمد رضا بهلوي عام 1949م في المستشفى بعد عملية الاغتيال الفاشلة
زوجات محمد رضا بهلوي (الأميرة فوزية، ثريا اسفندياري وفرح ديبا)
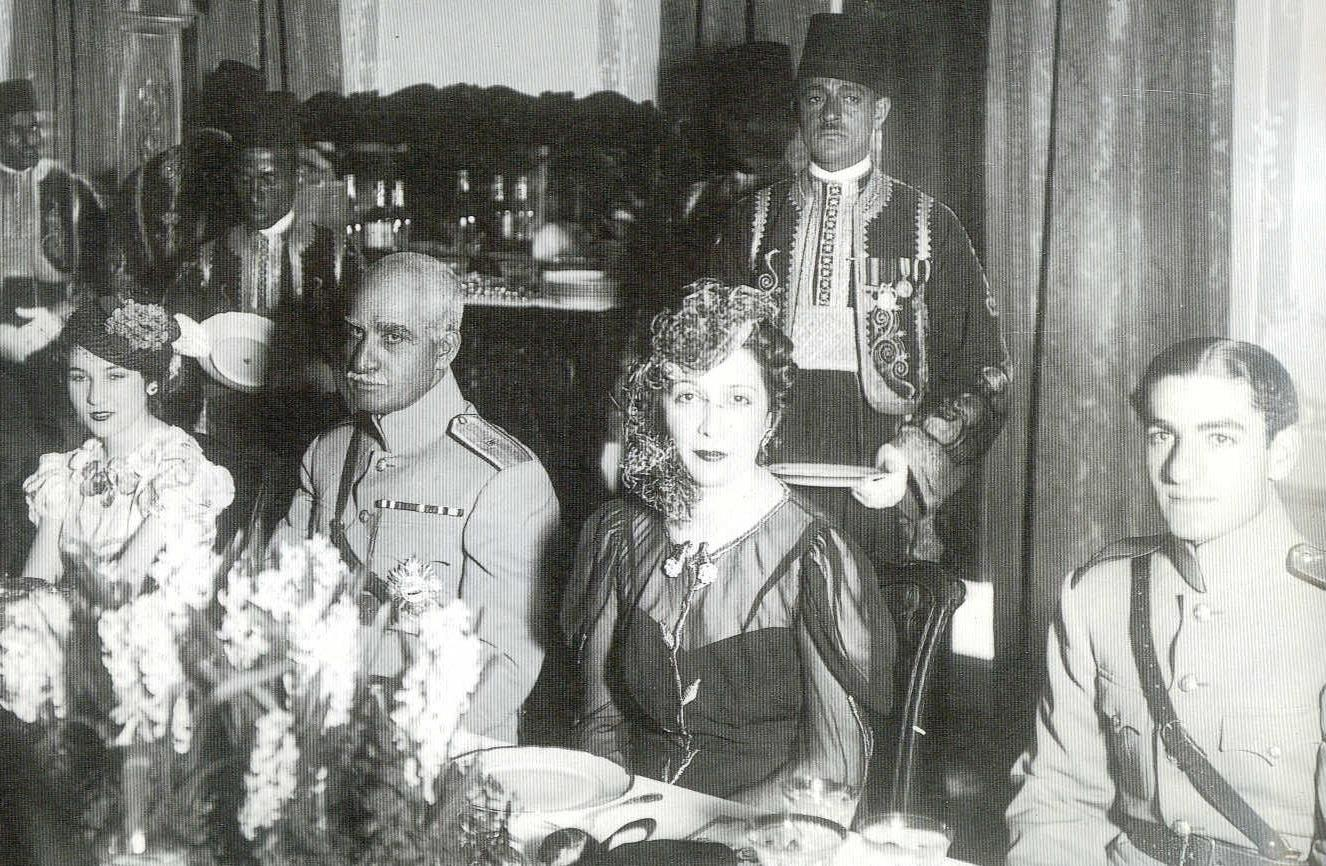
محمد رضا بهلوي ووالده رضا بهلوي مع نازلي ملكة مصر القرينة أثناء زواجه من فوزية بنت فؤاد الأول عام 1939
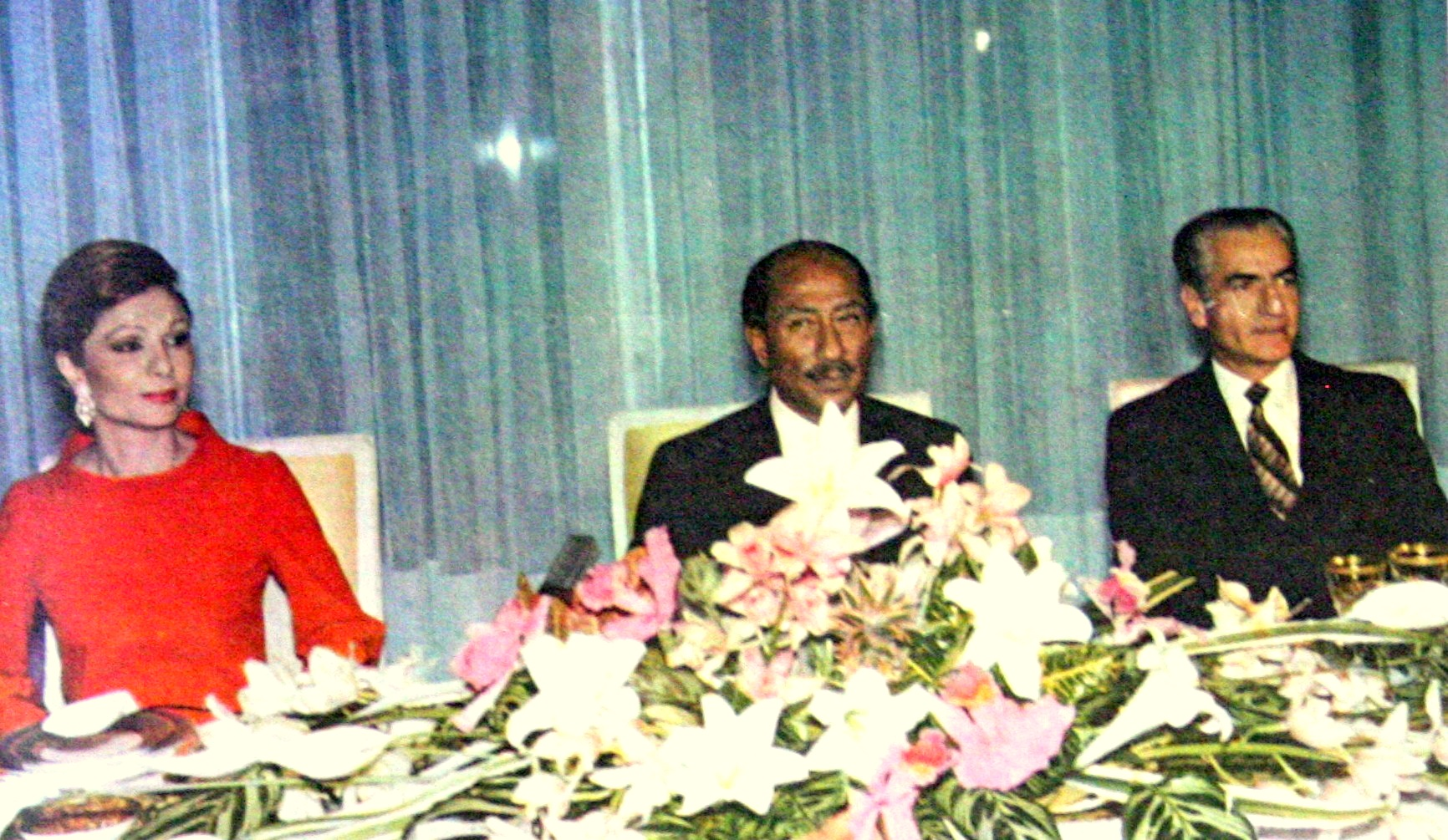
مع الرئيس المصري أنور السادات 1975م

## حواشٍ
1. ↑  كلمة الشاه كلمة فارسيَّة معناها الملك.

## وصلات خارجية
- محمد رضا بهلوي على موقع IMDb (الإنجليزية)
- محمد رضا بهلوي على موقع الموسوعة البريطانية (الإنجليزية)
- محمد رضا بهلوي على موقع مونزينجر (الألمانية)
- محمد رضا بهلوي على موقع ميوزك برينز (الإنجليزية)
- محمد رضا بهلوي على موقع ميوزك برينز (الإنجليزية)
- محمد رضا بهلوي على موقع إن إن دي بي (الإنجليزية)
- محمد رضا بهلوي على موقع أول ميوزيك (الإنجليزية)
- محمد رضا بهلوي على موقع ديسكوغز (الإنجليزية)
- محمد رضا بهلوي على موقع ديسكوغز (الإنجليزية)
- محمد رضا بهلوي على موقع كينوبويسك (الروسية)
- موقع نجله رضا بهلوي الرسمي
- مقطع فيديو الاحتفال بمرور 2500 على تأسيس الإمبراطورية الفارسية 1971
- صور الاحتفال بمرور 2500 على تأسيس الإمبراطورية الفارسية 1971

| المناصب السياسية | المناصب السياسية      | المناصب السياسية                     |
| ---------------- | --------------------- | ------------------------------------ |
| سبقه رضا بهلوي   | شاه إيران 1941م-1979م | تبعه قيام الثورة الإيرانية الإسلامية |